# کیک شیفون
کیک شیفون (به انگلیسی: Chiffon cake) نوعی کیک بسیار سبک است که مواد آن را آرد، شکر، تخم‌مرغ، روغن گیاهی، بیکینگ پودر و طعم‌دهنده‌ها تشکیل می‌دهد. این کیک ترکیبی از هر دو خمیر کیک کره‌ای و فوم کیک است. در مقایسه با کره که چربی سنتیِ مورد استفاده در کیک‌ها است، وارد کردن حباب هوا در داخل روغن بسیار مشکل است بنابراین در کیک شیفون نظیر کیک فرشته و دیگر فوم کیک‌ها برای دستیابی به بافتی سبک و پَر مانند زدن سفیدهٔ تخم مرغ تا حدی که سفت شود و افزودن آن به مایه کیک قبل از پخت امری لازم است. هوا داشتن این کیک به کیفیت سفیدهٔ تخم مرغ یا مرنگ و مخمرهای شیمیایی تکیه دارد.  کیک شیفون در اصل در قالب‌های میان تهی بدون چرب کردن و آرد پاشی و استفاده از کاغذ روغنی در درون قالب، تهیه می‌شود.
کیک شیفون پس از در آوردن از فر باید در درون قالب به صورت وارونه قرار بگیرد و به همین حالت سرد شود.